# 明照遠山氏
明照遠山氏（あてらとおやまし）は、美濃国恵那郡の阿寺城（明照城）（現在の岐阜県中津川市手賀野）を本拠地とした利仁流加藤氏の子孫の美濃遠山氏の一族。

## 概要
文治元年（1185年）に加藤景廉が源頼朝から遠山荘を与えられて地頭となり、景廉の子の景朝が遠山荘に赴任して遠山に改姓し初代となった。
その後遠山氏は、岩村遠山氏を本家として遠山荘の各地で分家し、岩村・苗木・明知・飯羽間・串原・安木・明照が遠山七頭と称された。このうち、阿寺城（明照城）を本拠地としたのが明照遠山氏である。
岩村遠山氏の遠山景前が、弘治2年（1557年）7月に病没すると後継者争いが起きて、武田晴信の後押しで、長男の遠山景任が岩村遠山氏の当主となって岩村城主となり、次男の遠山武景は苗木遠山氏の養子となり、三男の遠山直廉は手賀野村に阿寺城を築いて明照遠山氏の初代となった。
しかし苗木遠山氏に養子に入っていた次兄の武景が、京都旅行の帰途に伊勢から尾張へ渡る船に乗船中に、盗賊に襲われて殺害されたため、明照遠山氏の初代となっていた三男の直廉が苗木遠山氏を嗣ぐこととなり、高森山砦を拡張し苗木城主となり、恵那郡北部と加茂郡東部を領有した。
永禄12年（1569年）6月18日、苗木城主となっていた直廉が、大威徳寺の戦いで受けた矢傷がもとで死去したが嗣子が無かったため、飯羽間遠山氏の遠山友勝が織田信長の命により苗木遠山氏を継いで苗木城に移り、飯羽間城は子の遠山友忠に譲った。
しかし、遠山友忠はすぐに庶長子の遠山友信（右衛門）に飯羽間城を譲り、自身は次男の遠山友重（次郎五郎）・三男の友政（三郎兵衛/久兵衛）らを連れて明照城に移ったという。
元亀2年（1571年）の比叡山焼き討ちにおいて遠山友忠は,織田信長に従い参戦した。『信長公記』では苗木久兵衛の名で登場するが、『遠山譜』では明照遠山久兵衛として記載されている。
天正2年（1574年）2月武田勝頼の東濃侵攻が起こると、木曾義昌の兵が阿照城に攻め寄せた。友忠父子三人は城を固守したものの、次男の友重が討死して阿寺城（明照城）は落城した。その後、友忠と三男の友政は苗木城に移ったため、明照遠山氏は、直廉-友忠-友重の三代、僅か三十年足らずで途絶した。